# Пиане Крати
Пиа̀не Кра̀ти (на италиански: Piane Crati, на местен диалект Chiànë, Кианъ) е село и община в Южна Италия, провинция Козенца, регион Калабрия. Разположено е на 609 m надморска височина. Населението на общината е 1409 души (към 2012 г.).